# Ville Ritola
Vilho Eino „Ville“ Ritola (* 18. Januar 1896 in Peräseinäjoki bei Seinäjoki, Landschaft Südösterbotten; † 24. April 1982 in Helsinki) war ein finnischer Leichtathlet. International war er als einer der „fliegenden Finnen“ bekannt.

## Biografie
Ritola, dessen Spitzname Peräseinäjoen Susi (der Wolf von Peräseinäjoki) lautete, emigrierte 1913 in die USA und folgte damit seinen sieben Schwestern, die schon vor ihm dorthin gezogen waren.
Ritola trat dem Finnisch-Amerikanischen Leichtathletikclub bei und trainierte zusammen mit Hannes Kolehmainen, der nach den Olympischen Spielen 1912 ebenfalls emigriert war. Kolehmainen wollte Ritola zur Teilnahme an den Olympischen Spielen 1920 überreden, doch Ritola meinte, dass er dafür noch nicht bereit sei.
Vier Jahre später nahm Ritola an den Olympischen Spielen 1924 in Paris teil. Er gewann vier Gold- und zwei Silbermedaillen. In seinem ersten Rennen, dem 10.000-Meter-Lauf, verbesserte er seinen eigenen Weltrekord um nicht weniger als zwölf Sekunden. Drei Tage später gewann er den 3000-Meter-Hindernislauf mit einem Vorsprung von 75 Metern. Am Tag darauf wurde er Zweiter über 5000 Meter. Im Crosslauf gewann er hinter Paavo Nurmi die Silbermedaille und mit der finnischen Querfeldein-Mannschaft die Goldmedaille. Zusammen mit Nurmi siegte er abschließend im 3000-Meter-Mannschaftsrennen.
Bei den Olympischen Spielen 1928 in Amsterdam wurde Ritola Zweiter über 10.000 Meter und gewann das 5000-Meter-Rennen. Seine Bilanz belief sich damit auf fünf Gold- und drei Silbermedaillen.
Ritola nahm nie an den finnischen Meisterschaften teil, gewann jedoch zahlreiche Medaillen bei den US-amerikanischen Meisterschaften. Er war US-amerikanischer Meister über 6 Meilen (1927), 10 Meilen (1922, 1923, 1925, 1926 und 1927), im 2000-Yards-Hindernislauf (1923, 1926 und 1927) sowie im Querfeldeinlauf (1922, 1923, 1925, 1926 und 1927).
Nach den Olympischen Spielen von 1928 trat Ritola vom Spitzensport zurück. 1971 kehrte er in seine finnische Heimat zurück.